# Mopelia
Mopelia (Maupihaa) je malý atol v Tichém oceánu, ležící v archipelagu Společenských ostrovů (Ostrovů Společnosti) ve Francouzské Polynésii. Ostrov patří pod správu Maupiti, od kterého leží jihovýchodně 72 km. Náleží do skupiny tzv. Závětrných ostrovů. Lagunu uvnitř atolu obklopuje bariéra na východě nízký hustě porostlý ostrov Motu Maupihaa. Ostrov je obydlen.

## Historie
Ostrov byl v dávných dobách obydlen Polynésany. Prvním Evropanem, který objevil ostrov společně se sousedními ostrovy Fenua Ura (dříve Manua´e) a Motu One, byl Samuel Walis v roce 1767. V roce 1917 si pronajala společnost Papeete, její tři zaměstnanci vyráběli kopru, chovali prasata a sbírali želvy. Později byla pronajata další firmě vyrábějící kopru a ostrov byl zcela osázen kokosovými palmami.
V roce 1917 zde ztroskotala plachetnice německého námořnictva SMS Seeadler pod velením kapitána Felixe von Lucknera.

## Alternativní název
- Mopelia
- Maupelia
- Mopihaa
- Maupihoa
- Mapetia